# Jean Ier de Trèves
Jean Ier de Trèves (vers 1140 - Trèves, 15 juillet 1212, en allemand Johann I) fut archevêque de Trèves de 1190 à 1212. Il fut le premier à porter également le titre d'électeur.
Jean était originaire de la région de Spire. Jean fut consacré en 1173 comme archidiacre et prévôt du monastère Saint-Germain de Spire. De 1186 à 1189, il fut chancelier sous le roi des Romains, Henri de Hohenstaufen, qui devint plus tard l'empereur Henri VI. Ce dernier était également régent impérial tandis que son père, l'empereur Frédéric Barberousse, était en croisade. A l'initiative d'Henri, Jean fut élu archevêque de Trèves en septembre 1189, remplaçant les archevêques rivaux du siège, l'exilé (et bientôt décédé) Folmar de Karden (en) et l'anti-archevêque impérial Rudolf de Wied (en), et fut officiellement confirmé l'année suivante par le pape Clément III.
Parmi ses premières tâches en tant qu'archevêque figuraient la réorganisation et le renforcement de l'archidiocèse (tant dans ses aspects ecclésiastiques que laïcs), la fortification de la ville de Trèves et l'acquisition de plusieurs châteaux. Jean a établi le « Liber annalium jurium », un décompte complet de toutes les propriétés et privilèges de l'archevêché (similaire au Domesday Book anglais de Guillaume le Conquérant) et l'une des sources historiques les plus importantes pour la ville et le territoire de Trèves.
Au début de 1196, l'archevêque Jean fit exposer à nouveau la légendaire « Sainte Robe » du Christ dans le chœur ouest de la cathédrale de Trèves. Cette occasion particulière lui a permis non seulement de consacrer le nouveau chœur est de la cathédrale restaurée le 1er mai de la même année, mais aussi de traduire la tunique du Christ redécouverte – le « vêtement sans couture » – dans un bâtiment nouvellement construit et consacré, sanctuaire, ouvrant la voie à de futures célébrations publiques de la célèbre relique. C'est également à sa demande que la restauration de l'église Notre-Dame d'Andernach et de la basilique Saint-Castor de Coblence a été entreprise.
En 1198, l'archevêque obtint la libération de l'archevêché et de la ville de Trèves de la suzeraineté du comte palatin du Rhin. En 1203, après avoir été menacé d'excommunication par le pape Innocent III en raison de son soutien fluctuant aux candidats impériaux rivaux, Philippe, duc de Souabe de la maison de Hohenstaufen et le favori du pape, Otton de Brunswick de la maison de Welf, Jean entreprit un voyage à Rome et fut officiellement réhabilité. Il effectua un second voyage à Rome en 1209, accompagnant Otton, alors roi des Romains, à son couronnement comme empereur du Saint-Empire.
Jean Ier mourut à Trèves en 1212 et fut enterré à l'abbaye de Himmerod dans l'Eifel.